# Azúr szultántyúk
Az azúr szultántyúk (Porphyrio flavirostris) a madarak (Aves) osztályának darualakúak (Gruiformes) rendjébe, ezen belül a guvatfélék (Rallidae) családjába tartozó faj.

## Rendszerezése
A fajt Johann Friedrich Gmelin német természettudós írta le 1789-ben, a Fulica nembe Fulica flavirostris néven.

## Előfordulása
Kolumbiától keletre a Guyanai-hegyvidékig, míg délen Perun és Bolívián keresztül, egészen Brazília déli részéig és Észak-Argentínáig honos. Természetes élőhelyei a mocsarak és tavak környéke. Vonuló faj.

## Megjelenése
A fej-testhossza 26 centiméter, testtömege 92-111 gramm. A madár a nevét, az azúrkék szárnyairól kapta. Fejének oldalai barnásak, a begye szürkéskék, míg a hasi része fehér. A feje tetejéről egészen a hátáig egy vékony barna csík fut. A szárnyakon is vannak barna csíkozások. A csőre és a homlokának alsó fele zöldessárgák. A sárgás, hosszú lábainak ellenére igen jó úszó. Csak vészhelyzetben röppen fel; ilyenkor a fák ágaira menekül. A fajon belül nincs nemi kétalakúság.

## Életmódja
Azokat a mocsaras vidékeket kedveli, ahol sűrű aljnövényzet is található. A perjefélék magvaival és kis gerinctelenekkel táplálkozik. Az évszakok változásával kisebb vándorutakat tesz meg.

## Szaporodása
A fészke csésze alakú. A fészekalj általában 4-5 darab, krémszínű tojásból áll; a tojásokon vöröses-barna pontok láthatók. A tojásokon mindkét szülő kotlik.

## Természetvédelmi helyzete
Az elterjedési területe rendkívül nagy, egyedszáma viszont ismeretlen. A Természetvédelmi Világszövetség Vörös listáján nem fenyegetett fajként szerepel.